# 1-я Айлинская волость
1-я Айлинская волость (баш. Беренсе Айлы улусы) — административно–территориальная единица Российской Империи, входившая в состав Златоустовского уезда Уфимской губернии. 

## Этимология
Название дано от одного из племён народа Башкуртов, именуемого Ай (Айле).

## Расположение
Территория района расположена в междуречье Уфы и нижнего течения Ая, на высоте 300—400 м над уровнем моря и сильно расчленена речными долинами и логами. Восточная часть занята системой передовых хребтов западного склона Урала. Преобладают серые и тёмно-серые лесные почвы, а в юго-восточной части — серые и тёмно-серые горно-лесные почвы. В пределах волости протекали речки Шулемка и Студеный Ключ; есть значительные горы и башкирские смешанные леса.

## Состав волости
По состоянию на 1906 год, в состав волости входили:
| № | Населённый пункт | Кол-во дворов | Население | Население | Население |
| № | Населённый пункт | Кол-во дворов | Мужчины   | Женщины   | Всего     |
| - | ---------------- | ------------- | --------- | --------- | --------- |
| 1 | с. Айлино        | 288           | 830       | 909       | 1739      |
| 2 | д. Александровка | 74            | 240       | 234       | 474       |
| 3 | д. Ваняшкина     | 57            | 105       | 124       | 229       |
| 4 | п. Верх-Айский   | 26            | 78        | 86        | 164       |
| 5 | д. Кульметева    | 79            | 215       | 211       | 426       |